# Vâlcelele (Călărași)
Pour les articles homonymes, voir Vâlcelele.
Vâlcelele est une commune du județ de Călărași en Roumanie.